# Libreria delle Donne di Milano
La Libreria delle donne di Milano (lit. ‘Llibreria de les dones de Milà’) és una llibreria fundada a Milà el 1975, que ven exclusivament llibres de dones i organitza esdeveniments i trobades relacionades amb les dones. Va néixer «per donar valor a les obres de les escriptores» i les fundadores estaven empeses pel moviment feminista que s'havia desenvolupat en la dècada de 1970 i que estava duent a la política les reivindicacions de les dones. Des de la seva fundació és un referent del feminisme italià i internacional.
La Libreria delle donne di Milano va inaugurar-se el 15 d’octubre de 1975 en el número 2 de la via Dogana de Milà, a poca distància del Duomo. Va ser fundada per les membres de la cooperativa feminista Sibilla Aleramo i era un espai petit, amb un sol aparador i dues parets per encabir els llibres, pràcticament tots escrits per dones. Va fundar-se en un moment que Milà tenia un pes important en la pràctica política del feminisme. En aquesta ciutat van sorgir i es van desenvolupar les principals teories feministes de l’època a Itàlia i s'hi van publicar, en italià, algunes de les obres fonamentals del feminisme internacional. Una d'aquestes obres, del col·lectiu de dones de la Libreria delle Donne di Milano, ha esdevingut un text clàssic del pensament sobre la diferència sexual; és el llibre de 1987 Non credere di avere dei diritti (No creguis que tens drets). L’ideari de la Libreria delle donne ultrapassava la reivindicació de la igualtat de gènere; era l’alliberament de les dones dels rols que la tradició els ha atribuït i la cerca d’un espai comú per relacionar-se i de punts de referència en altres dones.